# 阿布哈茲—瑙魯關係
阿布哈兹 - 瑙鲁关系是指阿布哈兹共和国和瑙鲁之间的双边对外关系。2009年在2008年俄罗斯-格鲁吉亚战争之后，两国建立了关系，阿布哈兹获得部分国际承认。

## 承认和外交关系
瑙鲁于2009年12月15日承认并与阿布哈兹建立了外交关系。

## 官员之间的会议
2011年8月26日，瑙鲁代表作为2011年阿布哈兹总统选举的观察员出席了会议。
2012年9月18日，阿布哈兹驻俄罗斯大使伊戈尔·阿卡巴会见了瑙鲁总统斯普伦特·达布多,并随同参观莫斯科，并讨论未来的合作。 2013年11月7日，阿赫巴在莫斯科会见了达布维多的继任总统巴伦·沃基，并讨论了阿布哈兹和瑙鲁之间签署的协议。
2014年8月22日，瑙鲁议会议长路德维希·斯科蒂被代理总统瓦列里·拉姆舒霍维奇·布甘巴授予Akhdz-Apsha第二学位。
2015年4月18日至20日，瑙鲁代表团访问了由副总统戴维·阿德领导的访问了阿布哈兹。它讨论了签署三项关于合作的协定以及任命瑙鲁在阿布哈兹的名誉领事。
2016年9月29日，在访问阿布哈兹的一个由瑙鲁议会议长率领的代表团西里尔·伯拉曼期间，两国签署了一项友好合作条约。
瑙鲁总统巴伦·沃基于2017年11月访问了阿布哈兹。他是第一位非俄罗斯国家元首访问。